# Capella de Santa Margalida (Edimburg)
La capella de Santa Margarida (en anglès: St Margaret's Chapel) es troba al castell d'Edimburg, i és l'edifici més antic d'Edimburg, Escòcia. Un exemple d'arquitectura romànica, està classificat com a edifici protegit de categoria A.
Va ser construïda al segle xii, però va caure en desús després de la Reforma. Al segle xix es va restaurar la capella i en l'actualitat és atesa pel Gremi de la Capella de Santa Margarida.
Santa Margarida d'Escòcia (c. 1045 - 16 de novembre de 1093) va ser una princesa anglesa de la casa de Wessex, germana d'Edgar Ætheling. Margarida i la seva família van fugir a Escòcia després de la conquesta normanda d'Anglaterra de l'any 1066. Al voltant del 1070 es va casar amb Malcom III. Era una dona piadosa, i entre moltes obres de caritat va establir una ruta per creuar el Firth of Forth per als pelegrins que viatjaven a l'abadia de Dunfermline. D'acord amb la Vida de Santa Margarida, atribuïda a Turgot de Durham, va morir al castell d'Edimburg l'any 1093, pocs dies després de rebre la notícia de la mort del seu espòs en la batalla. L'any 1250 va ser canonitzada pel papa Innocenci IV.